# Ciumani (gmina)
Ciumani – gmina w Rumunii, w okręgu Harghita. Obejmuje tylko jedną miejscowość Ciumani. W 2011 roku liczyła 4328 mieszkańców.